# 강시현
강시현(1981년 3월 1일 ~ )은 대한민국의 성우로, 2013년 대원방송 성우극회 공채 4기로 입사했다.

## 학력
- 경기대학교 연기학 학사

## 출연작

### 애니메이션(대원방송)
- 100% 파스칼 선생님 - 파스칼 선생님
- 12영웅전사 - 이희망
- 4월은 너의 거짓말 - 기타 단역
- 꼬마 바이킹 빅 - 헤라
- 나의 히어로 아카데미아 - 리커버리 걸, 하가쿠레 토오루
- 내 이야기!! - 나나코, 스나카와 엄마, 사토
- 내 이름은 꾸제트 - 시몽
- 달의 요정 세일러문 S - 테루루, 우쵸텐
- 달의 요정 세일러문 SuperS - 샤샤(세레세레), 레이나(레이카)
- 도라에몽 16기(데뷔작)
- 드래곤볼Z 카이 3기 - 우부, 강아지 외 각종 단역
- 소년탐정 김전일 Original
- 소년탐정 김전일 Original 3기 마견 숲의 살인 - 산도 마이
- 소년탐정 김전일 Original 3기 유키카게 마을 살인사건 - 야시로 후유미
- 소년탐정 김전일 Original 3기 원한귀 전설 살인사건 - 키사라기 미와
- 소년탐정 김전일 Original 3기 후미의 가련한 활약 눈 속에서 사라진 몸값 - 와카바야시 유코
- 소년탐정 김전일 Original 3기 아케치 소년의 화려한 검술 - 루미
- 소년탐정 김전일 Original 3기 살육의 딥블루 - 아이자와 유리에
- 소년탐정 김전일 Original 3기 이즈모 신화 살인사건 - 타츠미 나기사
- 소년탐정 김전일 Original 스페셜 오페라 극장 최후의 살인 - 에몬 이즈미
- 소년탐정 김전일 Original 스페셜 사신병원 살인사건 - 미즈시마 타키
- 소년탐정 김전일 R
- 소년탐정 김전일 R 홍콩 구룡 보물 살인사건 - 류 아이비
- 소년탐정 김전일 R 연금술 살인사건 - 타니가와 크리스티나
- 소년탐정 김전일 R 고쿠몬 학원 살인사건 - 이츠쿠시마 란코
- 소년탐정 김전일 R 만 미터 상공에서 일어난 살인 - 카가야 유이
- 소년탐정 김전일 R 캠핑장에서 일어난 괴사건 - 타카노 주리
- 소년탐정 김전일 R 다이빙 수영장의 악령 - 하야미야 아오이
- 소년탐정 김전일 R 켄모치 형사의 살인 - 토가미 마리나, 켄모치 카즈에
- 소년탐정 김전일 R 게임관 살인사건 - 시모무라 시호
- 신 도라에몽 진구 - 할머니 외 각종 단역
- 여고생 수다클럽 - 이채원
- 왕괴짜 돈만이 시리즈 - 신지영 외 각종 단역
- 우주로봇 씨어 - 몬타
- 바다의 노래: 벤과 셀키요정의 비밀 - 벤
- 빌리와 용감한 녀석들: 치킨 히어로 - 엄마닭
- 바이올렛 에버가든 - 브리짓
- 샾킨즈 - 치키 초콜렛, 컵케이크
- 세계인 생활백서
- 원피스 Original
- 원피스 Original 10기 - 아르벨
- 원피스 Original 11기 스릴러 바크 편 - 로라, 붕대, 사요
- 원피스 Original 12기-PART1 샤본디제도 편 - 샤키
- 원피스 Origimal 12기-PART2 여인섬 편 - 아펠란드라
- 원피스 Origimal 13기 임펠다운 편 - 사디. 요코
- 원피스 New 무사의 나라 편 - 오키쿠
- 유희왕 ARC-V - 미엘, 은경
- 프리큐어
- 스마일 프리큐어 - 담임 선생님, 한설희 엄마, 채희란 엄마, 강철
- 두근두근! 프리큐어 - 루시아(히시카와 릿카) / 큐어 다이아몬드
- Go! 프린세스 프리큐어 - 미스 샤무르
- 페어리 테일
- 페어리 테일 7기 이클립스 편 - 엔젤/소라노 아그리아, 코스모스, 반도우, 진저, 호프집 여직원
- 페어리 테일 8기 성령의 반란편 - 미니, 푸르, 여자
- 해피해피 다마고치! - 아카스페치, 플라워치, 고리파, 러브마마리치
- 트랜스포머
- 트랜스포머: 레스큐 봇 2기 - 핀치부인 외 각종 단역
- 트랜스포머 어드벤처 2기 - 윈드블레이드
  - 트랜스포머 사이버버스 - 윈드블레이드

### 애니메이션(KBS)
- 브레드 이발소 시리즈 - 초코, 소시지, 케이크 여왕(1,2,3기) 케이크 공주, 꼬마건빵, 게랑이 외 각종 단역
- 브레드와 윌크의 세계여행 - 초코, 해설, 조역
- 브레드 이발소 4 베이커리 빵스타즈 초코, 소시지, 케이크 공주 (주제 일부 해설)
- 토리 고고 - 공기소녀
- 터닝메카드 W - 카밀라, 카이온
- 타오르지마 버스터 타오르지마 버스터 2 - 공주, 힐러, 우주 해적 1인 3역
- 비밀의 바람숲 - 조역
- 쉿! 내 친구는 빅파이브, 쉿! 내 친구는 빅파이브 2 - 앤
- 린다의 신기한 여행, 린다의 신기한 여행 2 - 린다 출연중 현재
- 꼬마공룡 크앙 - 토비
- 크앙과 게임해요 - 토비
- 캐치! 티니핑 - 토이핑
- 마카앤로니, 마카앤로니 2, 마카앤로니 3 - 알버트 박사의 여자친구 마라
- 매직팬던트 대모험 - 효지, 뿌뿌
- 모양새 친구들 - 뚜뮤
- 지구의 주인은 고양이다 (KBS) - 모랑
- KBS kids
- 퓨로보이즈 - 코타의 할머니, 미즈노 유리
- 마계학교! 이루마군 - 수지, 라임
- 마계학교! 이루마군2 - 수지, 라임
- 마계학교! 이루마군3 - 수지, 라임
- 베리베리 뮤우뮤우 뉴 2 - 베리 엄마
- 좀비덤 - 좀팻

### 애니메이션(타사)
- 내 친구 코리리 - 코리리
- 명탐정 코난(투니버스) - 임정애(17기)
- 마음의소리(애니맥스) - 조석 엄마, 행봉이, 조준 여자친구
- 보루토(투니버스) - 헤비이치고
- 아빠 어릴 적엔(MBC)
- 비밀♥비밀의 에그엔젤 코코밍(디즈니 채널) - 샤미밍, 한정우, 또또밍, 아만다, 서태호, 임지호, 캐치밍, 통통밍, 필르밍
- 반짝반짝 해피★ 열려라! 코코밍 (디즈니 채널) - 샤미밍
- 디지몬 고스트 게임 (재능TV) - 테이파몬, 시스터몬 시엘, 킨카쿠몬
- 이웃집 외계인 지그 & 재그(애니맥스) - 존스 부인
- 이토 준지 컬렉션 - 오가와, 타마에
- 정글 레인저 레오 - 레오
- 졸리와 포키: 수상한 가족 - 졸리
- 지금 바로 호이짜 - 캔디
- 마일스 미션 포스 원 (디즈니 주니어) - 로레타 칼리스토
- 출동! 파자마 삼총사 (EBS) - 루나걸
- 텐카이나이트 - 우낏끼, 가디언 에우로스, 다이아, 창우
- 터닝메카드 W: 반다인의 비밀 (투니버스) - 카밀라, 카이온
- 텐카이나이트 - 우낏끼, 가디언 에우로스, 다이아, 창우
- 트랜스포머 시리즈
- 파워캐치 완다(투니버스) - 정니콜, 수재 엄마
- 파워퍼프걸(2016년 리부트) (카툰 네트워크) - 매일린, 목소리
- 포켓몬스터 XY&Z (투니버스) - 코레아, 도치보구, 아멜리아
- 프리파라 - 주논
- 멋쟁이 낸시 클랜시 - 낸시 클랜시
- 프린세스 스타의 모험일기 - 포니헤드,스컬닉,마르코 엄마,재키,스타팬13번(시즌4)
- 플래그 더 문 - 대통령, 헤더
- 호기심대장 쥬 - 라나
- 런닝맨 (SBS) - 포포
- 에그구그 (SBS)
- BBB 삼총사의 모험 (MBC)
- 헬로 카봇 유니버스 (SBS) - 카이온, 코리리
- 일하는 세포 - AE3803
- 101 달마시안 스트리트 (디즈니 채널) - 디팍, 디젤
- 마이 리틀 포니 - 코지 글로우
- 괴도 조커 (카툰네트워크)
- 요괴학원 Y ~N과의 조우~ (투니버스) - 설공주, 연기란

### 영화 애니메이션 더빙
- 기기괴괴 성형수 - 예지 엄마
- 극장판 THE 도라에몽즈 이상한 과자 왕국 - 왕도라
- 극장판 THE 도라에몽즈 아슬아슬 기관차 대폭주! - 왕도라
- 극장판 THE 도라에몽즈 위기일발, 스페이스랜드! - 왕도라
- 극장판 도라에몽: 진구의 시공여행 - 진구 할머니
- 극장판 도라에몽 진구의 아프리카 모험: 베코와 5인의 탐험대 - 도르
- 극장판 도라에몽: 진구와 초록거인전 - 리레
- 극장판 도라에몽: 진구의 우주영웅기~스페이스 히어로즈~ - 메바
- 소년탐정 김전일 극장판 오페라 극장 또 하나의 살인 - 사에키 료코
- 짱구는 못말려 극장판: 정면승부! 로봇아빠의 역습 - 란란
- 달빛궁궐 - 새봄
- 극장판 에그엔젤 코코밍:푸르밍과 두근두근 코코밍 세계 - 샤미밍
- 슈퍼배드3 -   에디트
- 스머프: 비밀의 숲
- 마이펫의 이중생활, 마이펫의 이중생활 2
- 런닝맨: 리벤져스 - 포포
- 인사이드 아웃 2 - 불안
- 브레드 이발소: 빵스타의 탄생 - 초코/ 모델츄러스 / 레드빈
- 달려라 하니: 나쁜 계집애 - 나애리

### 외주 드라마 더빙
- 가면라이더
  - 가면 라이더 VS 파워레인저 슈퍼히어로 대전 - 루카 밀피
  - 가면라이더 포제 - 바르고 조디아츠, 아쿠아리우스 조디아츠, 한애리, 노유정 엄마
    - 극장판 가면라이더 포제 - 다함께 우주 떴다! - 잉카 블링크

  - 가면라이더 위저드 - 한송이(6화, 7화), 어린 한수호(8화, 9화), 여사장(12화, 13화)
    - 극장판 가면라이더 위저드 & 포제 MOVIE 대전 얼티메이텀 : 악마의 부활 - 잉카 블링크
    - 극장판 가면라이더 위저드 IN MAGIC LAND - 시우
- 울트라맨
  - 울트라맨 사가 - 타케루
- 파워레인저
  - 파워레인저 다이노포스 - 선우린
    - 극장판 파워레인저 다이노포스VS고버스터즈 공룡 대결전! ~안녕, 영원한 친구여~ - 메이(프테라레인저)
    - 파워레인저 다이노포스 특별편 : 우리들은 현상금 사냥단 - 김유리

  - 파워레인저 트레인포스 - 장미(트레인 3호)
- 퓨어엔젤 미라클 매직 (투니버스) - 보라, 유미

### 외주 더빙
- 피노키오의 모험 - 소피아
- 덤보 - 관람객
- 완다비전 - 캐럴 댄버스 / 캡틴 마블(브리 라슨)
- 캡틴마블 - 캐럴 댄버스 / 캡틴 마블(브리 라슨)
- 샹치와 텐 링즈의 전설 - 캐럴 댄버스 / 캡틴 마블(브리 라슨)
- 블랙 팬서 - 농구하는 아이(클리퍼드 게이)

### 게임 더빙
- 여신의 키스 - 정이영
- 라이즈 오브 더 툼 레이더 바바 야가 마녀의 사원 - 나디아
- 라이즈 오브 더 툼 레이더 콜드 다크니스 어웨이큰 - 나디아
- 러스티 블러드 - 어쌔신
- 스타 프로젝트 - 마리아(여의도 보컬학원 강사), 세라(관악 점집 무당)
- 아스트라 - 푸른별 이오나
- 창세기전 4 - 그랑디스
- 카오스온라인 - 카우보이 다래
- 던전앤파이터 - 여프리스트
- 리그오브레전드 - 카밀, 이블린(리메이크 후)
- 오버워치 - 오리사
- 삼국블레이드
- 그래도 봄은 온다 - 보람
- 과거의 여친님이 나에게 미소를 건네왔다 - 이설아
- 메이플스토리 - 알리샤, 일리움(여), 아가테
- 쿠키런: 킹덤 - 라떼맛 쿠키
- 이터널 리턴 - 헤이즈
- 원신 - 한운

### 방송
- SBS 생활경제
- 빙상의 신 (네이버 TV) - 성우

### OST
- 가면라이더 포제 삽입곡 - 피어나
- 달의 요정 세일러문 SuperS 17화 삽입곡 - 같은 눈물을 나누며
- 달의 요정 세일러문 SuperS 17화 삽입곡 - 나답게 살거에요
- 달의 요정 세일러문 SuperS 34화 삽입곡 - 세일러 요정들의 테마
- 여고생 수다클럽 오프닝 - STAND UP!!!!
- 여고생 수다클럽 엔딩 - 열두 달
- 여고생 수다클럽 앙코르 오프닝 - STAND UP!!!!
- 여고생 수다클럽 앙코르 엔딩 - 동아리 연구부 주제가
- 여고생 수다클럽 앙코르 엔딩 - 풍선초